# Scott Seamounts
Scott Seamounts är djuphavsberg i Antarktis. De ligger i Västantarktis. Nya Zeeland gör anspråk på området.